# Leioproctus nanus
Leioproctus nanus är en biart som först beskrevs av Smith 1879.  Leioproctus nanus ingår i släktet Leioproctus och familjen korttungebin. Inga underarter finns listade i Catalogue of Life.